# Épisodes de Bunsen est une bête
Cet article détaille les épisodes de la série télévisée d'animation américaine Bunsen est une bête diffusés du 16 janvier 2017 au 14 décembre 2017 sur Nickelodeon puis du 18 décembre 2017 au 9 février 2018 sur NickToons.
En France, les épisodes sont diffusés du 25 septembre 2017 au 30 novembre 2018 sur Nickelodeon France puis rediffusée depuis le 3 décembre 2018 sur Gulli.

## Diffusion
- États-Unis :
  - Épisodes 1 à 28 : du 16 janvier 2017 au 14 octobre 2017 sur Nickelodeon
  - Épisodes 29 à 47 : du 18 décembre 2017 au 9 février 2018 sur NickToons
- France :
  - du 25 septembre 2017 au 30 novembre 2018 sur Nickelodeon France
  - depuis le 3 décembre 2018 sur Gulli

## Épisodes

### Épisode 4:Glaces à gogo
- Jerry Trainor : Commandant Cone

### Épisode 8:Mikey est une bête
- Kevin Michael Richardson : Jerry la bête

### Épisode 9:L'amusée des horreurs
- Chris Hardwick : l'officier Steve Stevenson

### Épisode 19:Les Mastronautes
- Jerry Trainor : Commandant Cone

### Épisode 25:Affaire glacée
- Jerry Trainor : Commandant Cone

### Épisode 33:Danse avec Wolfie
- Kevin Michael Richardson : Wolfie

### Épisode 46:La quête de Capitaine Cône
- Jerry Trainor : Commandant Cone et sa mémoire
- Carly Kaplin : Helen le garçon